# Sutton Waldron
Pour les articles homonymes, voir Highclere (homonymie).
Sutton Waldron est un village de 200 habitants dans le Dorset en Angleterre.